# Safaa Dib
Safaa Dib (Dubai, 1983) é uma política, escritora e cronista luso-libanesa, tendo integrado o grupo de fundadores do Partido Livre.

## Biografia
Safaa Dib nasceu no dia 24 de Janeiro de 1983, no Dubai, Emirados Árabes Unidos e é filha de imigrantes líbaneses. Após o início da guerra civil libanesa, a família foi forçada a abandonar o Líbano e a emigrar para os Emirados e, mais tarde, para Portugal, onde estabeleceu residência desde 1985.  Tem nacionalidade dupla, portuguesa e libanesa.
Cresceu em Lisboa e estudou na Faculdade de Letras de Lisboa, onde se formou em Línguas e Literaturas Modernas. Em 2008, ingressou na área de edição de livros, nomeadamente na Saída de Emergência , onde trabalhou ao longo de uma década como directora editorial e foi responsável pela edição da revista Bang!
Em 2012, é convidada por Rui Tavares para participar nas reuniões que conduziram à criação do Manifesto para uma Esquerda LIVRE, e consequentemente à do Partido Livre.  Após a fundação do partido LIVRE em 2014, concorre, pelo partido, ao Parlamento Europeu.  Foi dirigente do Grupo de Contacto de 2016 a 2022 e foi cabeça-de-lista à Câmara de Oeiras nas Autárquicas de 2017. É membro da Assembleia do LIVRE e, desde 2021, assessora do gabinete do partido, na Câmara Municipal de Lisboa. 
Desde 2023, é co-organizadora do festival internacional de banda desenhada, o Maia BD. 

## Obras
Escreveu:
- 2022 - Ensaio Chá Forte com Limão: Fantasmas à hora do chá, por António de Macedo, publicado na antologia “O Quarto Perdido do MOTELX: Os filmes do terror português”, ISBN: 978-989-33-3674-8 [8]
- 2025 - Líbano: uma biografia, com prefácio de Rui Tavares, ISBN: 978-989-740-407-8 [9]

Paralelamente, escreve de forma regular, crónicas para o Jornal Económico e A Mensagem de Lisboa. 

## Ligações Externas
- RTP | Safaa Dib entrevistada, no 5 Minutos Europa (2014)
- Público | Inês Bernardo e José Mário Silva, entrevistam Safaa Dib, no podcast Biblioteca de Bolso (2025)
- Biblioteca de Bolso com Safaa Dib | Podcast Biblioteca de Bolso | PÚBLICO
- Livros: Viagem ao Líbano pessoal de Safaa Dib, filha de imigrantes libaneses em Portugal desde os anos 80 - Expresso
- "As crianças são fundamentais para ajudar a integração de uma família imigrante", diz Safaa Dib - Últimas - Now